# Ciferník

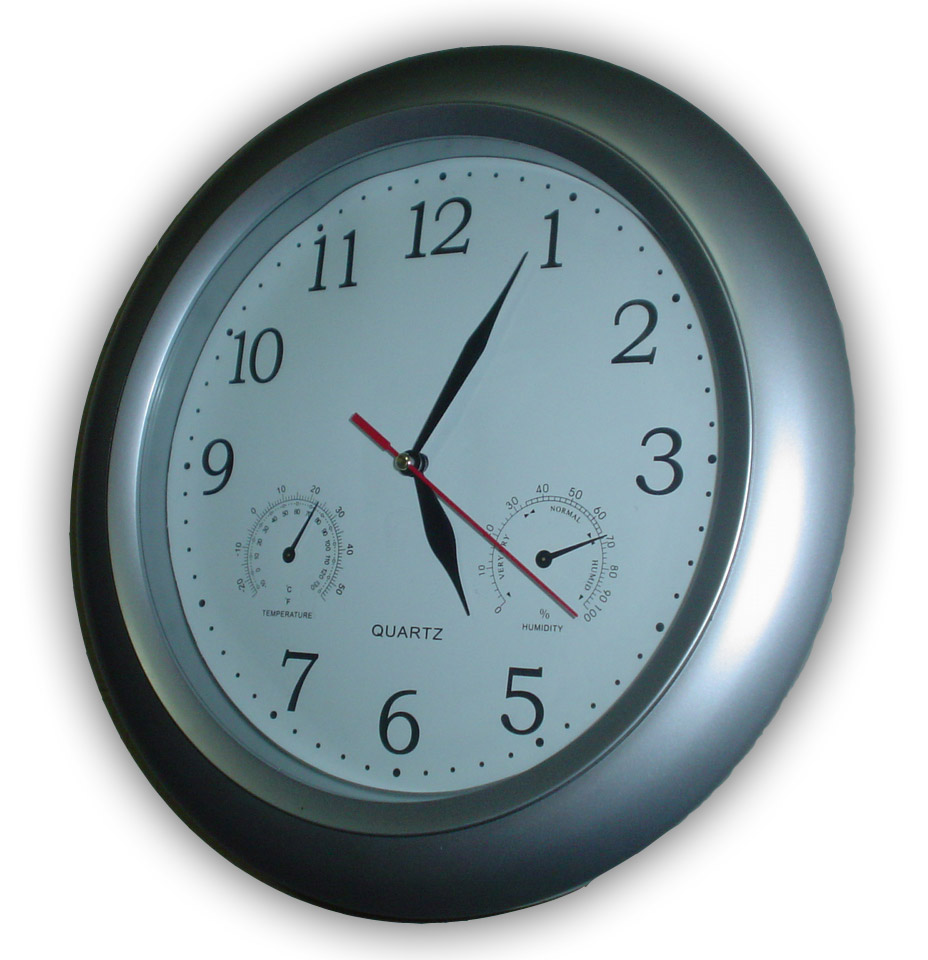
Nástěnné hodiny se třemi ciferníky

Ciferník (zřídka číselník) je součást ručičkových hodin a měřicích přístrojů, u kterých se používá také termín stupnice. Je většinou okrouhlý, ale může mít i jiný tvar. Jsou na něm rozmístěné rysky a hodnoty měřené veličiny. Pokud se jedná o čas, je zde obvykle 12 čísel, u starších hodin mívají ciferníky čísla od jedné až do čtyřiadvacítky. Na určité místo ciferníku pak ukazuje ručička nebo jiný ukazatel měřicího přístroje.

## Hodinový ciferník

Nádražní hodiny bez čísel

Ciferník je ta část analogových hodin, která pomocí pohybujících se ručiček ukazuje čas. Obvykle má ciferník kruhový tvar. Po jeho obvodu jsou pravidelně rozmístěna čísla od 1 do 12. Malá hodinová ručička, která oběhne ciferník dvakrát za den, ukazuje hodiny. Velká minutová ručička ukazuje minuty a oběhne ciferník každou hodinu. Někdy je na ciferníku také ručička vteřinová, která oběhne ciferník jednou za minutu.
Číslice na ciferníku jsou buď arabské, nebo římské. Pokud se používají římské číslice, je číslo 4 obvykle znázorňováno symbolem IIII místo IV. Je to zřejmě kvůli grafické symetrii s číslem VIII. Na vnějším obvodu ciferníku mohou být i jiné pomocné stupnice.
Ciferník je obecně tak známá věc, že mnohdy na ciferníků vůbec žádná čísla nejsou a jsou nahrazena různými indiferentními symboly. Člověk totiž odečítá čas z ciferníků ne podle čísel, ale podle polohy ručiček (úhlu, který svírají se spojnicí středu ciferníku a polohou číslice 12.
Pozici ručiček lze vypočítat i matematicky
- úhel minutové ručičky = počet minut * 6°
- úhel hodinové ručičky = počet hodin * 30° + počet minut * 0,5°